# K-teoria algébrica
K-teoria algébrica é uma parte importante da álgebra homológica, preocupada com definição e aplicação de uma seqüência Kn(R) de funtores dos anéis para grupos abelianos, para todos inteiros ({\displaystyle \mathbb {Z} }) n.
A K-teoria é uma maneira sistemática de tentar lidar com invariantes abelianos da teoria das matrizes, chamando-se-lhe, por vezes, álgebra linear estável. A ideia é a de que, se tivermos duas matrizes grandes, a matriz A e a matriz B, que não comutam, elas passarão a comutar se colocadas em posições ortogonais em blocos diferentes.